# Dendrogaster otagoensis
Dendrogaster otagoensis is een kreeftachtigensoort uit de familie van de Dendrogastridae. De wetenschappelijke naam van de soort is voor het eerst geldig gepubliceerd in 1997 door Palmer.